# Курмансай (Росія)
Курманса́й (рос. Курмансай) — село у складі Домбаровського району Оренбурзької області, Росія.

## Населення
Населення — 207 осіб (2010; 311 у 2002).
Національний склад (станом на 2002 рік):
- казахи — 56 %